# Aramane Thalagur, Mudigere
Aramane Thalagur là một làng thuộc tehsil Mudigere, huyện Chikmagalur, bang Karnataka, Ấn Độ.